# Украинский сельсовет (Амурская область)
Украи́нский сельсове́т — сельское поселение в Серышевском районе Амурской области.
Административный центр — село Украинка.

## История
24 января 2005 года в соответствии с Законом Амурской области № 425-ОЗ муниципальное образование наделено статусом сельского поселения.

## Население
| 2002  | 2010  | 2011  | 2012  | 2013  | 2014  | 2015  |
| ----- | ----- | ----- | ----- | ----- | ----- | ----- |
| 1315  | ↗1525 | ↘1524 | ↗1531 | ↘1512 | ↘1495 | ↘1484 |
| 2016  | 2017  | 2018  | 2021  |       |       |       |
| ↘1471 | ↘1451 | ↘1404 | ↘751  |       |       |       |

## Состав сельского поселения
| № | Населённый пункт | Тип населённого пункта       | Население |
| - | ---------------- | ---------------------------- | --------- |
| 1 | Верное           | село                         | ↘129      |
| 2 | Новоохочье       | село                         | ↘115      |
| 3 | Украинка         | село, административный центр | ↘1160     |